# 네그로스섬
네그로스섬(Negros)은 필리핀 중부 비사야스 제도에 있는 섬으로 필리핀에서 네 번째로 큰 섬이다. 특히 필리핀에서 가장 많은 설탕 생산으로 유명하다. 면적은 12,706km2이며, 주민들을 네그렌시스라고 부른다.

## 개요
동쪽으로 타뇬 해협을 사이에 두고 세부(세부주)가 있고, 그 남쪽으로는 작은 시키호루섬(시키호루주)가 있다. 남쪽 민다나오해(보홀해)를 끼고 삼보앙가 반도지방의 북삼보앙가주가 있다. 서쪽은 파나이섬 사이에 파나이만이 있고, 그 앞에 술루해가 펼쳐져 있다. 북서쪽으로는 기마라스 해협을 사이에 두고 기마라스섬(기마라스주)가 있고, 그 앞에 여러 해협을 사이에 두고 파나이섬의 남쪽 부분을 차지하는 엘로엘로가 있다. 북쪽에는 비사얀해가 있다.
네그로스섬은 정치적으로나 문화적으로 나뉘어 있다. 이곳은 네그로스섬 지방에 속한 동네그로스주와 서네그로스주이다. 이 세그먼트는 섬 중앙 부분의 산맥을 기반으로 하며, 또한 이 지역의 두 민족 집단의 구분에 근거한다. 서부(서네그로스주)는 비사야 어족 중에서도 이롱고어(히리가이논 어)를 말하는 사람, 동쪽(동네그로스주)은 세부아노어를 쓰는 사람들이다.
주요 도시는 파나이섬과 해협에 위치한 서네그로스주의 주도 바콜로드(Bacolod, 인구 42만 9천명)와 세부시, 키호루섬을 향하는 동네그로스주의 주도 두마게테(Dumaguete, 인구 10만 3천명)이다.
섬의 동부는 낮은 산들이 해안까지 뻗어있는 지형이다. 한편 섬의 북쪽과 서쪽은 넓은 평야지대이며, 사탕수수 밭이 펼쳐져 있다. 섬 북부의 ‘칸라온 화산’(Canlaon Volcano 해발 2465m)은 바콜로드시 근처에 우뚝 솟아 가끔 활동한다. 섬 남쪽에는 ‘쿠에르노스 데 네그로스산’(Cuernos de Negros "네그로스 뿔" 해발 1864m)에는 성층 화산이 있다.

## 인구
| 연도                                    | 인구      | ±% p.a. |
| --------------------------------------- | --------- | ------- |
| 1990                                    | 3,182,180 | —       |
| 1995                                    | 3,459,433 | +1.58%  |
| 2000                                    | 3,695,811 | +1.43%  |
| 2010                                    | 4,194,525 | +1.27%  |
| 2015                                    | 4,414,131 | +0.98%  |
| 2020                                    | 4,656,945 | +1.06%  |
| Source: Philippine Statistics Authority |           |         |